# Wieszczęta

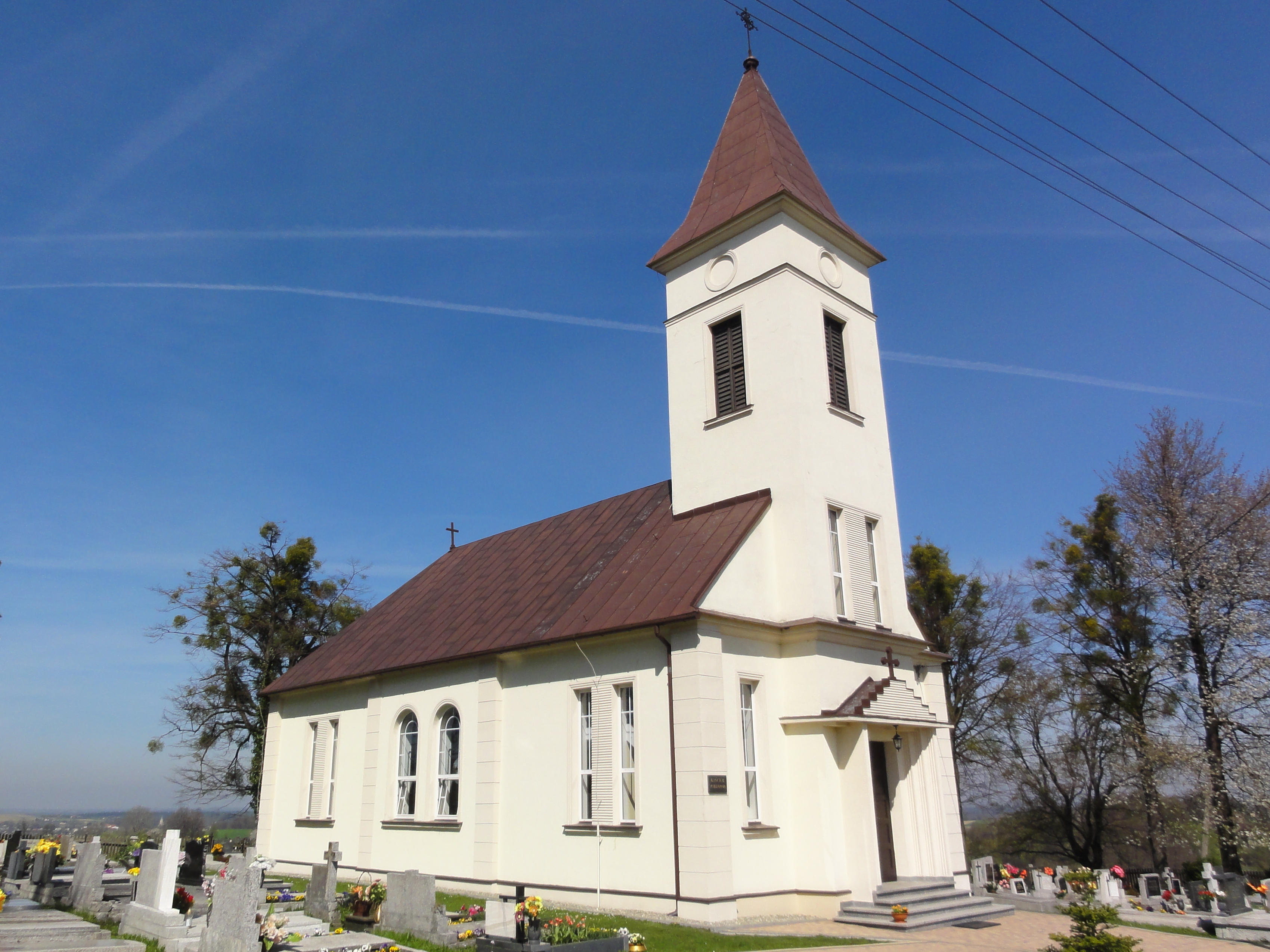
Evangelische Kirche

Wieszczęta (deutsch Wiestschont, Wieschtzend oder Wieschtont, tschechisch Věščata) ist eine Ortschaft mit einem Schulzenamt der Gemeinde Jasienica im Powiat Bielski der Woiwodschaft Schlesien, Polen.

## Geographie
Wieszczęta liegt im Schlesischen Vorgebirge (Pogórze Śląskie) etwa 10 km westlich von Bielsko-Biała und 45 km südlich von Katowice im Powiat (Kreis) Bielsko-Biała.
Das Dorf hat eine Fläche von 199,4 ha.
Nachbarorte sind Roztropice im Norden, Rudzica im Nordosten, Łazy im Osten, Bielowicko im Süden, Kowale im Westen.

## Geschichte
Das Dorf liegt im Olsagebiet (auch Teschener Schlesien, polnisch Śląsk Cieszyński).
Es wurde im 16. Jahrhundert gegründet. Der Ort wurde zirka 1577 erstmals urkundlich als ze wsy Wiessczat erwähnt. Der Name ist abgeleitet vom Vornamen Wieszcz (≤ * Věst-jb).
Politisch gehörte das Dorf zum Herzogtum Teschen, die Lehnsherrschaft des Königreichs Böhmen in der Habsburgermonarchie.
Nach der Aufhebung der Patrimonialherrschaften war es ab 1850 eine Gemeinde in Österreichisch-Schlesien, Bezirk Bielitz und Gerichtsbezirk Skotschau. In den Jahren 1880 bis 1910 hatte das Dorf etwa 140 Einwohner, es waren überwiegend polnischsprachige (zwischen 93,7 % und 100 %) und deutschsprachige (8 oder 6,3 % im Jahre 1890). Im Jahre 1910 waren 52,5 % evangelisch, 47,5 % römisch-katholisch.
1920, nach dem Zusammenbruch der k.u.k. Monarchie und dem Ende des Polnisch-Tschechoslowakischen Grenzkriegs, kam Wieszczęta zu Polen. Unterbrochen wurde dies nur durch die Besetzung Polens durch die Wehrmacht im Zweiten Weltkrieg.
Von 1975 bis 1998 gehörte Wieszczęta zur Woiwodschaft Bielsko-Biała.
Eine evangelische Friedhofskapelle wurde im Jahre 1916 erbaut. Die Pfarrei (Wieszczęta-Kowale, Diözese Cieszyn) wurde im Jahre 1994 errichtet.